# クレスベルク
クレスベルク (ドイツ語: Kreßberg) は、ドイツ連邦共和国バーデン＝ヴュルテンベルク州北東部シュヴェービッシュ・ハル郡に属す町村（以下、本項では便宜上「町」と記述する）。

## 地理

### 位置
クレスベルクは、クライルスハイムとフォイヒトヴァンゲンとの中間に位置する。

### 自治体の構成
クレスベルクは、33の集落からなる。
ヴァルトタン、マルクトルステナウ、マリエカペル、ロイカースハウゼン、ベルクブロン、ベルガーツホーフェン、ヴュステナウ、リーゲルバッハ、レツヴァイラー、シュテーゲンホーフ、シュヴァルツェンホルプ、ホーエンベルク、ゼルゲンシュタット、フェッチェンホーフ、オーバーシュテルツハウゼン、ウンターシュテルツハウゼン、テンペルホーフ、ホーエンクレスベルク、ガイスビュール、シェーンブロン、ブロイナースベルク、ハルデン、フェーレンベルク、ルッパースバッハ、アスバッハ、ハーゼルホーフ、ヴァイトマンスベルク、ミシュトラウ、ノイハウス、ジクセンホーフ、ルドルフスベルク、シェーンミューレ、ロートミューレ
クレスベルクには、同名の集落がない。近隣ではフィヒテナウやフランケンハルトが同様の例である。

### 隣接する市町村
クレスベルクに隣接する市町村は、南から時計回りに、フィヒテナウ、クライルスハイム、ザッテルドルフ（以上、シュヴェービッシュ・ハル郡）、シュネルドルフ、フォイヒトヴァンゲン、ディンケルスビュール（以上、バイエルン州アンスバッハ郡）

## 歴史
現在のクレスベルクの地域に最初の入植が行われたのは、7世紀から9世紀の間である。現在の町域を持つ自治体のクレスベルクは、1973年1月1日にそれまで独立した自治体であったヴァルトタン、マルクトルステナウ、マリエカペル、ロイカースハウゼンが合併して成立した。

## 見所
- 城跡のあるホーエンクレスベルク巡礼礼拝堂
- テンペルホーフ城
- ベルガーツホーフェンの聖ニコラウス礼拝堂

## 引用
1. ↑  Statistisches Landesamt Baden-Württemberg – Bevölkerung nach Nationalität und Geschlecht am 31. Dezember 2023 (CSV-Datei)